# آیوچوو
آیوچوو (انگلیسی: Ayuchevo) یک شهرک در شهرستان استرلیتاماکسکی استان باشقیرستان کشور روسیه است.